# Donald Runnicles
Donald Runnicles (nacido el 16 de noviembre de 1954 en Edimburgo, Escocia) es un director de orquesta escocés particularmente asociado con el repertorio alemán y británico. En la actualidad, y desde 2009, es el director Musical General de la Ópera Alemana de Berlín.

## Biografía
Estudió en la Universidad de Cambridge comenzando su actividad profesional como maestro repetiteur en el teatro de Mannheim, Alemania. Posteriormente fue director general de la ópera de Freiburg, Alemania. Debutó en el Metropolitan Opera de Nueva York en Lulú de Alban Berg en 1988, donde ha dirigido en sucesivas temporadas Der Rosenkavalier, Werther, Las bodas de Fígaro, Manon Lescaut y Peter Grimes. En 1991 dirigió Don Giovanni en el Festival de Glyndebourne.
En el Festival de Bayreuth dirigió en 1992, 1993 y 1995 las últimas reposiciones de la producción de Wolfgang Wagner de Tannhäuser.

### San Francisco
Su exitosa dirección de El anillo del nibelungo de Wagner en San Francisco (1990) lo promovió a director musical de la Ópera de San Francisco entre 1992 y 2009 donde dirigió más de 50 producciones incluyendo Doctor Atomic de John Adams y la premier norteamericana de St. François d'Assise de Olivier Messiaen, los estrenos mundiales de The Dangerous Liaisons (Las amistades peligrosas) de Conrad Susa con Frederica von Stade, Renée Fleming y Thomas Hampson y Harvey Milk de Stewart Wallace y rarezas como The Mother of Us all de Virgil Thomson y Gertrude Stein, Lady Macbeth of Mtsensk de Shostakovich, Doktor Faust de Busoni, La ciudad muerta de Erich Wolfgang Korngold y Katia Kabanová de Leoš Janáček. Otras importantes producciones han sido Madama Butterfly, Otello, Hänsel und Gretel, Don Giovanni, La Damnation de Faust, Die Meistersinger, Katia Kabanová, Falstaff, Billy Budd, Tosca, Der fliegende Holländer, Turandot y Pique Dame.
Su grabación con el elenco de la SFO de Orfeo y Eurídice (Orphée et Eurydice) de Gluck obtuvo una nominación al Premio Grammy.

### Actividad orquestal
Ha dirigido la Philadelphia Orchestra, Cleveland Orchestra, San Francisco Symphony, Chicago Symphony y la Miami Beach New World Symphony y como huésped de la BBC Symphony Orchestra, North German Radio Orchestra Hamburg (NDR) y la Orquesta Sinfónica de la Radio de Baviera de Múnich, como los BBC London Proms y el Edinburgh Festival además de sus apariciones anuales en la Ópera Estatal de Viena. Otros teatros donde actúa regularmente son las óperas de Ámsterdam, Berlín, Colonia, Copenhague, Hamburgo, Milán, Múnich, París y Zúrich.

## Posiciones
Director principal de la Atlanta Symphony Orchestra desde septiembre de 2001 (en mayo de 2008 la dirigió en el hall de la Filarmónica de Berlín) y de la Orchestra of St. Luke's, New York.
En septiembre de 2005 nombrado director musical del Grand Teton Music Festival en Wyoming.
A partir del año 2009, Runnicles es director principal de la BBC Scottish Symphony Orchestra y director general de la Ópera Alemana de Berlín.
Fue condecorado OBE (Orden del Imperio Británico) por el gobierno británico en 2004 y con un doctorado honorario de la Universidad de Edimburgo.

## Discografía
- Beethoven / Beethoven: Symphony No 9 / Runnicles, Atlanta So
- Bellini:  I Capuleti e i Montecchi / Jennifer Larmore, Hong.
- Britten: Peter Grimes / Metropolitan Opera DVD 2008
- Britten: Billy Budd / Runnicles, Bo Skovhus, Festival Vienna 2001.
- Britten: Sinfonia Da Requiem / Elgar, Davies, Turnage
- Gluck: Orphée et Eurydice / Runnicles, Larmore, Dawn Upshaw.
- Humperdinck: Hänsel und Gretel / Runnicles, Larmore, Ziesak.
- Korngold: Die tote Stadt / Runnicles, Salzburg Festival 2004.
- Mozart: Requiem / Runnicles, Levin Edition.
- Orff: Carmina Burana / Runnicles, Hong, Atlanta.
- Puccini: Turandot / Eva Marton, Sylvester. SFO. (DVD)
- Strauss: Capriccio / Kiri Te Kanawa, Tatiana Troyanos, SFO. (DVD)
- Strauss: Ein Heldenleben, Etc / Runnicles, NDR So Hamburg.
- Strauss: Cuatro últimas canciones - Four Last Songs; Wagner Liebestod/ Christine Brewer.
- Strauss: Four Last Songs, Alban Berg, Wagner: Wesendonck Lieder / Eaglen.
- Wagner: Tristan und Isolde / Runnicles, Brewer, Treleaven, Rose.
- Wagner: Wesendonck Lieder / Jane Eaglen, LSO
- Wagner: Arias, Wesendonck Lieder / Jonas Kaufmann, DO
- Wagner: Der Ring des Nibelungen / escenas orquestales, Dresden Staatskapelle
- Wallace: Harvey Milk / Runnicles, San Francisco Opera